# Pointe Guyard
Pour les articles homonymes, voir Guyard.
La pointe Guyard est un sommet du massif des Écrins qui culmine à 3 461 mètres.